# Andělská Hora (okres Bruntál)
Andělská Hora (německy Engelsberg, polsky Anielska Góra) je město ležící v okrese Bruntál. Skládá se z částí Andělská Hora a Pustá Rudná. Žije zde 378 obyvatel. Leží 9 kilometrů severozápadně od Bruntálu a 52 kilometrů severně od Olomouce.

## Název
Město bylo pojmenováno podle Andělské hory (německy Engelsberg) nad městem. Hora dostala své jméno zřejmě podle anděla, který měl chránit hornické podnikání.

## Historie
Andělská Hora byla založena roku 1540 jako horní město podle jihlavského městského práva. V okolí města se těžilo zlato. Pokusy obnovit rýžování zlata ve 2. polovině 19. století skončily neúspěšně. Významný byl textilní průmysl, zejména lnářský a bavlnářský. Působily zde firmy J. Brosig k roku 1863 a 1902, O. Kühnel k roku 1863 a 1902, R. Zabel od roku 1886, M. Wolfová od roku 1920 a filiálka bruntálské továrny J. Plischke a synové a vrbenské továrny E. Grohmann. Z města pocházel i skladatel Eduard Schön. Vyráběly se zde provazy, štětce, drátěné kartáče a dřevěné a železné zboží. K roku 1925 zde byla městská elektrárna a k roku 1930 vodárna. Roku 1876 vznikla městská spořitelna, k roku 1908 se připomíná záložna a od roku 1899 zde působil konzum. Pošta připomínána roku 1848. Město mělo od roku 1842 chudobinec a k roku 1900 i nemocnici.
Obecná škola připomínána roku 1848, roku 1900 měla tři třídy. K roku 1848 připomínána i dívčí klášterní škola, která měla roku 1900 taktéž tři třídy. V letech 1935 až 1938 česká menšinová škola. Byla zde také k roku 1888 živnostenská pokračovací škola. V obci existovaly kláštery sester Řádu německých rytířů od roku 1842 a sester sv. Karla Boromejského od roku 1885.
Roku 1938 se stalo město součástí Německa. Město bylo obsazeno Rudou armádou 7. května 1945 a opět připojeno k Československu. Po válce bylo vysídleno německé obyvatelstvo. V sídle starosty se nachází Městské mini muzeum s historickými předměty a dokumenty. U obce se nachází sjezdovka.
Od roku 1961 do 23. listopadu 1990 byla obec součástí obce Světlá Hora a teprve od 24. listopadu 1990 je samostatnou obcí. Od 23. dubna 2008 byl obci obnoven status města.
Právo užívat vlajku bylo městu uděleno rozhodnutím předsedy Poslanecké sněmovny Parlamentu České republiky dne 7. května 1997.

## Části města
- Andělská Hora
- Pustá Rudná

Obě části leží na katastrálním území Andělská Hora ve Slezsku.

## Vývoj počtu obyvatel
Počet obyvatel celé obce Andělská Hora podle sčítání nebo jiných úředních záznamů:
| Rok            | 1869  | 1880  | 1890  | 1900  | 1910  | 1921  | 1930  | 1950  | 1961  | 1970  | 1980  | 1991  | 2001  | 2011  | 2021  |
| -------------- | ----- | ----- | ----- | ----- | ----- | ----- | ----- | ----- | ----- | ----- | ----- | ----- | ----- | ----- | ----- |
| Počet obyvatel | 2 270 | 2 353 | 2 270 | 2 043 | 1 789 | 1 435 | 1 417 | 514   | 579   | 501   | 419   | 384   | 383   | 362   | 361   |
| Počet domů     | 231   | 186   | 192   | 193   | 208   | 206   | 205   | 191   | 115   | 96    | 90    | 95    | 136   | 139   | 134   |
| Poznámka       | 1. 2. | 1. 2. | 1. 2. | 1. 2. | 1. 2. | 1. 2. | 1. 2. | 1. 2. | 1. 2. | 1. 2. | 1. 2. | 1. 2. | 1. 2. | 1. 2. | 1. 2. |

V celém městě Andělská Hora je evidováno 165 adres: 149 čísel popisných (trvalé objekty) a 16 čísel evidenčních (dočasné či rekreační objekty). Při sčítání lidu roku 2001 zde bylo napočteno 136 domů, z toho 100 trvale obydlených.
Počet obyvatel samotné Andělské Hory podle sčítání nebo jiných úředních záznamů:
| Rok            | 1869  | 1880  | 1890  | 1900  | 1910  | 1921  | 1930  | 1950 | 1961 | 1970 | 1980 | 1991 | 2001 | 2011 | 2021 |
| -------------- | ----- | ----- | ----- | ----- | ----- | ----- | ----- | ---- | ---- | ---- | ---- | ---- | ---- | ---- | ---- |
| Počet obyvatel | 2 167 | 2 272 | 2 189 | 1 985 | 1 730 | 1 435 | 1 355 | 514  | 579  | 481  | 410  | 376  | 375  | 347  | 348  |
| Počet domů     | 218   | 174   | 178   | 180   | 194   | 191   | 190   | 191  | 115  | 90   | 86   | 92   | 123  | 125  | 122  |

V samotné Andělské Hoře je evidováno 153 adres: 138 čísel popisných (trvalé objekty) a 15 čísel evidenčních (dočasné či rekreační objekty). Při sčítání lidu roku 2001 zde bylo napočteno 123 domů, z toho 97 trvale obydlených.

## Pamětihodnosti
- kostel Narození Panny Marie – původně gotický kostel raně barokně přestavěn roku 1672 a pozdně barokně roku 1734.
- poutní kostel sv. Anny z roku 1769 na Anenském vrchu nad obcí, blízko něho stařiny po dolování
- Křížová cesta k poutnímu kostelu svaté Anny z roku 2005
- socha sv. Jana Nepomuckého – barokní z roku 1724
- kříž z roku 1815
- pozdně barokní domy na náměstí čp. 177, 197, 198, 199 a 200.
- venkovský dům čp. 176, kulturní památka z roku 2001

## Významní rodáci
- Franz Karl Alter (1749–1804), lingvista
- Moritz Jursitzky (1861–1936), spisovatel a dramatik[6]
- Johann Parsch (1811–1886), řezbář jesliček[6]
- Albert Schindler (1805–1861), rakouský kreslíř, malíř a rytec
- Eduard Schön (1825–1879), rakouský hudební skladatel a dirigent, básník a ministerský rada s pseudonymem E. S. Engelsberg

## Partnerská města
- Reńska Wieś, Polsko